# 장산부
장산부(張山拊, ? ~ ?)는 전한 후기의 학자이자 관료로, 자는 장빈(長賓)이며 우부풍 평릉현(平陵縣) 사람이다.

## 행적
하후건을 사사하였고, 박사(博士)를 지냈으며 관직이 소부에 이르렀다.
제자로 이심·정관중·장무고·진공·가창을 두었다.

## 출전
- 반고, 《한서》 권88 유림전